# Jennifer King

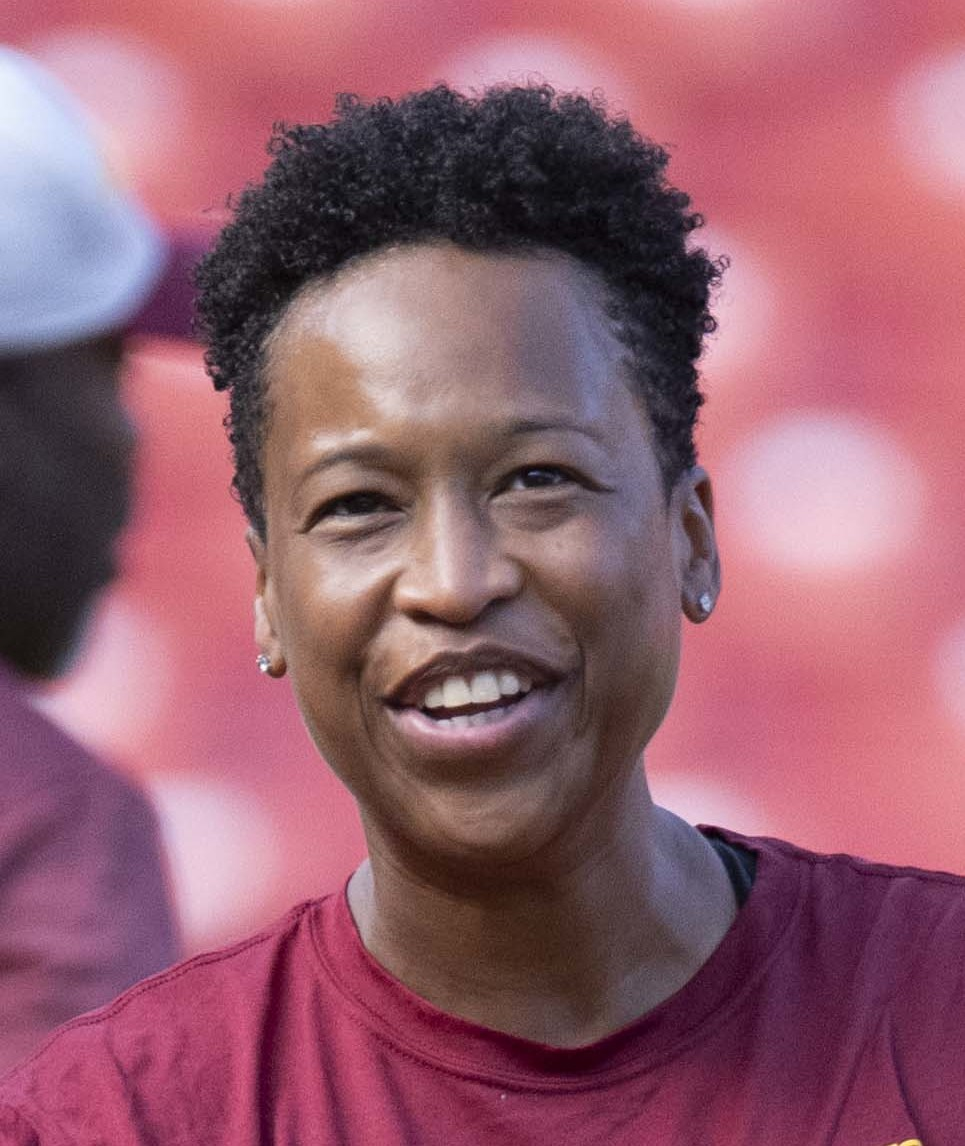
Jennifer King (2021)

Jennifer King (* 6. August 1984 in Eden, North Carolina) ist eine US-amerikanische Footballtrainerin.

## Leben
King wuchs in Reidsville (North Carolina) auf, wo sie 2002 die Rockingham County High School abschloss, und besuchte das Guilford College, das sie im Jahr 2006 mit einem Abschluss im Fach Sportmanagement verließ. Dort spielte sie auch Softball und Basketball. Obwohl sie seit ihrer Kindheit mit den Nachbarsjungen Football spielte und sowohl ihre Middle School als auch Highschool sie für ihr Footballteam gewinnen wollten, verzichtete sie auf Wunsch ihrer Mutter darauf.
Danach arbeitete unter anderem als Polizistin im nahe gelegenen High Point und später Teilzeit als Flugbegleiterin, um kostenlos nach New York pendeln und für die New York Sharks in der Women’s Football Alliance spielen zu können.

### Karriere als Trainerin

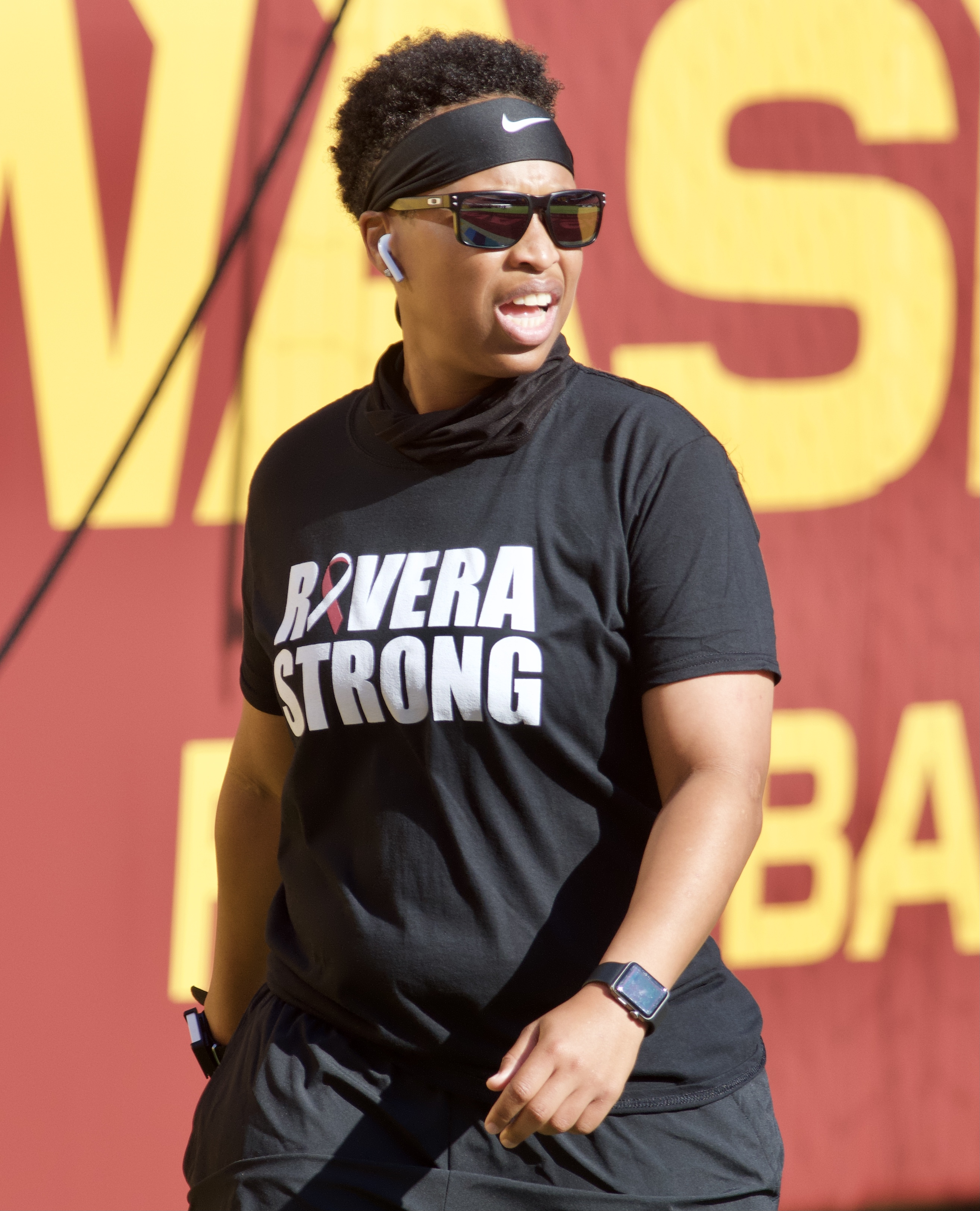
Jennifer King (2020)

Danach arbeitete als Coach im College Football und in der Alliance of American Football.
In den Spielzeiten 2018 und 2019 war sie Praktikantin bei den Carolina Panthers für die Assistenztrainer in Bereich Wide Receivers und Runningbacks.
Im Jahr 2020 wechselte sie wie Head Coach Ron Rivera zum Washington Football Team und arbeitete dort als Praktikantin für Randy Jordan, der seit 2014 die Runningbacks trainiert.
Mit ihrer Beförderung zum Assistenzcoach wurde sie im Januar 2021 die erste schwarze Vollzeit-Trainerin in der NFL.